# 집단 소송
집단 소송(集團訴訟)은 공동의 이해관계가 있는 다수가 소송을 제기하는 것을 말한다. 주로 많은 수의 피해자와 소액의 각각의 피해규모로 인해 개개인이 소를 제기하는 것이 어려울 경우 사용하는 방법이다. 공해나 제품결함관련 소송이 주로 많다. 최근 유명한 집단 소송으로는 고엽제 파문, 석면, 미국의 담배회사를 상대로 한 소송이나 머크 제약회사의 비옥스 관련 소송 등이 있다.

## 미국의 집단 소송
연방민사소송규칙 제23조에 따라 시행되며 집단 구성원이 복수의 주 출신이거나 연방법 관련 문제인 경우 연방법원에 소송을 제기할 수 있다. 고 한다

## 한국의 집단 소송
한국은 2002년 3월부터 증권 분야에서 이 제도를 도입하였다.

## 같이 보기
- 집단소송 목록

## 참고 문헌
- 영미법 - 개정판 이상윤 박영사, 2000. ISBN 8910451602
- 오시영, 미국법상의 대표당사자소송, 법률저널, 2015. ISBN 9788963362342